# Železnice
Železnice är en stad i Tjeckien.   Den ligger i distriktet Okres Jičín och regionen Hradec Králové, i den centrala delen av landet, 80 km nordost om huvudstaden Prag. Železnice ligger 322 meter över havet och antalet invånare är 1 094.
Terrängen runt Železnice är platt söderut, men norrut är den kuperad.Runt Železnice är det ganska tätbefolkat, med 65 invånare per kvadratkilometer. Närmaste större samhälle är Jičín, 4,6 km sydväst om Železnice. I omgivningarna runt Železnice växer i huvudsak blandskog.